# Jan Polách (ředitel elektrárny)
Ing. Jan Polách (22. května 1895 Drysice – 25. října 1941 Kounicovy koleje) byl československý legionář, inženýr a odbojář z období druhé světové války popravený nacisty.

## Život

### Před druhou světovou válkou
Jan Polách se narodil 22. května 1895 v Drysicích na vyškovsku. Vystudoval gymnázium a vyšší elektrotechnickou školu. Po vypuknutí první světové války narukoval do c. a k. armády a bojoval na ruské frontě. Zde padl 17. června 1916 u Lucku do zajetí. Přihlásil se do Československých legií, kam byl přijat 25. června 1917. Absolvoval Sibiřskou anabázi a v roce 1920 se vrátil do Československa v hodnosti vojína. V armádní službě nepokračoval. Stal se členem přerovského Sokola, oženil se. Jeho profesní kariéra vyvrcholila postem ředitele Středomoravské elektrárny v Přerově.

### Protinacistický odboj
Po německé okupaci se Jan Polách zapojil se do protinacistického odboje konkrétně do organizace Petičního výboru Věrni zůstaneme. Pracoval pro zpravodajskou síť zřízenou místostarostou přerovského Sokola Františkem Skopalem. Společně s účetní Marií Dřevojánkovou měli díky svým profesím přístup do mnoha důležitých podniků, kam Středomoravská elektrárna dodávala elektrický proud. Jan Polách měl velký podíl na sestrojení vysílaček Svobodná Haná a Na zdar, které byly původně určené k protinacistickému propagandistickému vysílání, později byl proveden neúspěšný pokus o zajištění zpravodajského spojení se zahraničím, kdy byly po budoucím letci RAF Jaroslavu Lančíkovi odeslán šifrovací kód a seznam vlnových délek obou stanic. Zapojil se i do podpory sovětského výsadku Aroš V pod velením Karla Hovůrky. Kvůli zradě člena jiného výsadku Ferdinanda Čihánka, který se sám přihlásil na gestapu, došlo k rozkrytí této sítě. Jan Polách byl zatčen, stanným soudem odsouzen k trestu smrti a 25. října 1941 popraven na brněnských Kounicových kolejích. Jeho tělo bylo zpopelněno o dva dny později v brněnském krematoriu.